# Lapis Lazuli (musikgrupp)
Lapis Lazuli är ett svenskt symfoniskt metalband grundat 2005 av sångaren och keyboardisten Timo Hautamäki. De spelade under namnet "'Aftermath"' mellan 2007 och 2010.

## Medlemmar
Nuvarande medlemmar
- Timo Hautamäki – keyboard, sång, growl (2005– )
- Tobias Rhodin – gitarr (2005– )
- Joakim Ivarsson – trummor (2005– )
- Henrik Nyman – basgitarr (2005–2012, 2013– )
- Johan Karlsson – gitarr (2005–2012, 2015– )
- Cecilia Kamf – sång (2013– )

Tidigare medlemmar
- Erik Lindfors – gitarr (2005)
- Marie Fjällström – sång (2005–2007)
- Meliesa McDonell – sång (2007–2011)
- Frida Eurenius – sång (2011–2013)
- Sandra Wallo – basgitarr (2012–2013)

## Diskografi
Demo
- 2005 – Last Hour

Studioalbum
- 2008 – Tides of Sorrow (som "Aftermath")
- 2011 – A Loss Made Forever
- 2011 – A Justified Loss
- 2013 – Lost
- 2015 – The Downfall of Humanity